# Войцех Любавський
Войцех Єжи Любавський (пол. Wojciech Jerzy Lubawski; нар. 22 квітня 1954, Кельці) — польський політик, воєвода Свентокшиський (1999—2001), мер міста Кєльце (2002—2018).

## Біографія
Закінчив будівельний технікум у Кельцях, потім навчався на будівельному факультеті Краківського технологічного університету. Працював майстром на будівельному майданчику поблизу Перемишля. Протягом 20-ти років був професійно пов'язаний з компанією «Chemadin», досягнувши посади її президента.
З 1999 по 2001 рік обіймав посаду свентокшиського воєводи за рекомендацією партії «Виборча Акція Солідарність», а в її рамках — Альянсу польських християнських демократів (був членом політичної ради цієї партії). Згодом заснував асоціацію «Самоврядування 2002».
На місцевих виборах 2002 року обраний президентом (міським головою) м. Кельців. Прийняв присягу 19 листопада того ж року. На наступних виборах 2006 року він переміг у першому турі, набравши 71,98 % голосів. На виборах 2010 року також переміг у першому турі, набравши 58,66 % голосів (на цей раз конкуруючи, серед іншого, з кандидатами партій «Громадянська платформа» та «Право і справедливість» і отримуючи підтримку від Соціал-демократії Польщі). У 2014 році він знову переміг у першому турі (за підтримки PiS та його союзних партій), набравши 55,69 % голосів.
У жовтні 2015 року став членом Ради національного розвитку, створеної президентом Анджеєм Дудою. На виборах 2018 року він знову балотувався на пост мера за підтримки PiS. У другому турі голосування набрав 38,75 % голосів, програвши Богдану Венті (KWW Projekt Świętokrzyskie).
У лютому 2019 року призначений головою акціонерного товариства «Уздровисько Бусько-Здруй».

## Нагороди
- Лицарський хрест ордена Відродження Польщі (2016)[7];
- Золотий Хрест заслуги (2008)[8];
- Срібний Хрест заслуги (2004)[9];
- орден князя Ярослава Мудрого V ступеня (Україна, 21 серпня 2015)[10][11].